# جورج ام. مک‌کیون
جورج مک‌آفی «مک» مک‌کیون (‎/məˈkjuːn/‎; انگلیسی: George McAfee "Mac" McCune; ۱۶ ژوئن ۱۹۰۸ – ۵ نوامبر ۱۹۴۸) یک دانشمند آمریکایی بود که به همراه ریشاور، لاتین‌نویسی مک‌کیون–ریشاور را توسعه داد. او در کالج اکسیدنتال و دانشگاه کالیفرنیا، برکلی زبان و تاریخ کره‌ای تدریس می‌کرد.